# 朝鮮中央動物園
中央動物園（ちゅうおうどうぶつえん、朝鮮語: 중앙동물원）は、朝鮮民主主義人民共和国平壌市にある国立動物園である。大城山麓に位置し、1959年4月に金日成の指導により設立された。 
合計650種からなる5,000頭・匹を超える動物を飼育しており、面積は約1平方キロメートルにおよぶ。

## 見どころ
動物園のゾウは、主な見どころの1つと言われている。飼育されているすべての象は、1959年にホー・チ・ミンから金日成に贈られた1頭の「英雄ゾウ」の子孫である。国家元首や一般人からの贈り物として贈られた400頭を含む、外国の様々な動物を飼育している。その多くは、スウェーデンのスカンセン水族館の館長を務める Jonas Wahlström から送られたものであり、1985年に設立された「動物博物館」という新しい展示で見られる。オウムも展示されており、このオウムは英語で「偉大な指導者、金日成同志 (Long live the Great Leader, Comrade Kim Il-sung)」と鳴けるという。 
2005年4月には、韓国の動物園と初となる動物交換を実施した。この交換で、ラマやカバをはじめとする複数種の動物を受け取った。代わりにツキノワグマ、アフリカの子馬、シベリアイタチなどが韓国の動物園に贈られた。 
金日成が飼育し、1994年の没後に寄付された8匹を含め、イヌも展示されている。 2000年のサミットで金大中から金正日に贈られたつがいの珍島犬も動物園で飼われている。 この珍島犬のつがいは、2001年9月に5匹の子犬を産んでいる。 
2010年、ジンバブエのワンゲ国立公園の野生生物が、朝鮮中央動物園を含む複数の朝鮮民主主義人民共和国の動物園の飼育動物に加えられた。ジンバブエ当局は、専門の獣医を朝鮮民主主義人民共和国の動物園に派遣し、飼育状況を確認することとなった。 

## アクセス
- 平壌地下鉄革新線 楽園駅前